# Viktor Stratobërdha
Viktor Stratobërdha (ur. 15 maja 1925 w Korczy, zm. 31 maja 2000 w Montrealu) – albański reżyser filmowy i scenarzysta. 

## Życiorys
W czasie II wojny światowej walczył w oddziale partyzanckim. Po wyzwoleniu kraju pozostał w armii, jako oficer 5 dywizji piechoty, stacjonującej w Gjirokastrze. Wysłany do Moskwy w 1948, w 1955 ukończył tam studia na WGIK. W czasie studiów poznał reżysera Siergieja Jutkiewicza, z którym współpracował przy realizacji filmu Skanderbeg, pierwszego filmu fabularnego, nakręconego w Albanii.
Po ukończeniu studiów rozpoczął pracę w Studiu Filmowym Nowa Albania (alb. Kinostudio Shqipëria e Re). Zajmował się tam realizacją filmów dokumentalnych. W kwietniu 1956 został usunięty z partii, a następnie aresztowany i internowany w Beracie, Powodem jego oskarżenia były kontakty z działaczami partyjnymi, którzy na konferencji Komitetu Miejskiego APP w Tiranie w kwietniu 1956 wystąpili przeciwko Enverowi Hodży. W 1979 stanął przed sądem i został skazany na 8 lat więzienia. W 1988 wyszedł na wolność. W 1991 razem z rodziną wyemigrował najpierw do Grecji, a następnie do Kanady, gdzie zmarł.

## Filmy dokumentalne
- 1955: Urime shokë studentë (Gratulacje towarzyszu studencie)
- 1955: Pushime të gëzuara (Radosny odpoczynek)
- 1956: Pse keshtu (Dlaczego w tym miejscu)
- 1957: Kinozhurnali-11-12-13 (Kinodziennik-11-12-13)